# Абиномн
Абиномн (также: авиномен, басо) – изолированный язык на острове Новая Гвинея. Распространён в округе Сарми индонезийской провинции Папуа. Число носителей составляет около 300 человек (на 2002 год). Стабильное положение. Уровень грамотности носителей довольно низок. Порядок слов – SOV. 